# Sant’Anatolia di Narco
Sant’Anatolia di Narco – miejscowość i gmina we Włoszech, w regionie Umbria, w prowincji Perugia.
Według danych na rok 2004 gminę zamieszkuje 567 osób, 12,1 os./km².